# Tapinocyboides pygmaeus
Tapinocyboides pygmaeus là một loài nhện trong họ Linyphiidae.
Loài này thuộc chi Tapinocyboides. Tapinocyboides pygmaeus được miêu tả năm 1869 bởi Menge.